# 台湾剪股颖
台湾剪股颖（学名：Agrostis canina var. formosana）为禾本科剪股颖属下的一个变种。